# Frans van Eysinga (1594-1661)
Frans van Eysinga (1594 - Oenkerk, 3 september 1661) was een Nederlands bestuurder.

## Biografie
Van Eysinga was een zoon van Aede van Eysinga (1560-1619), raadsheer aan het Hof van Friesland, en Foeck van Eelsma (†1626). Frans was lid van de familie Van Eysinga. Ook de broers van Frans bekleedden aanzienlijk ambten. Jelte van Eysinga was hofjonker van Ernst Casimir van Nassau-Dietz, Ritscke van Eysinga was grietman van Kollumerland en Nieuwkruisland en Juw van Eysinga was Volmacht ten Landsdage en dijkgraaf van Wymbritseradeel.
Frans van Eysinga werd in 1616 ingeschreven als student rechten aan de universiteit van Franeker waarna hij in 1618 ging studeren aan de universiteit van Marburg. Zijn naam werd daarbij gelatiniseerd tot "Fransiscus ab Eysinga". Frans trad in dienst als kapitein van het Friese regiment. In 1620 liep hij achter de baar van Willem Lodewijk. Reeds in 1622 werd Van Eysinga benoemd tot grietman van Tietjerksteradeel. Vanaf dat jaar kwam van Eysinga ook voor als Volmacht ten Landsdage namens Tietjerksteradeel. Van Eysinga behoorde op de Landdag van de Staten van Friesland tot de Eysinga-factie van zijn broer Ritscke en oom Pieter van Eysinga, grietman van Rauwerderhem.
Na het overlijden van Frans' broer Jelte richtten Frans, Juw en Ritscke een epitaaf voor hem op in de Mariakerk van Oenkerk. Aan zijn broers liet Jelte de Papingastate te Weidum na. Dit familiebezit schijnt gezorgd te hebben voor onenigheid tussen de broers. Ritscke probeerde zijn broers een hak te zetten door zijn aandeel in de state buiten de familie te verkopen. Dit wist Frans te voorkomen door het recht van niaar toe te passen. In zijn testament verbood Juw zijn broer Frans om zijn sterfhuis te betreden en om bij de begrafenis aanwezig te zijn. Wel ontving Frans de leedbrief waarin hij uitgenodigd werd voor de begrafenis van zijn broer Ritscke.
Van Eysinga bewoonde de Eysingastate tussen Oenkerk en Oudkerk. In 1656 deed Van Eysinga afstand van het grietmanschap van Tietjerksteradeel ten gunste van zijn schoonzoon Scipio Meckema van Aylva. Van Eysinga overleed in 1661 waarna hij begraven werd in de Mariakerk van Oenkerk. De grafplaat memoreert ook Van Eysinga's vader Aede en zijn vrouw Hylck. In de collectie van het Fries Museum bevindt zich ook nog de loden grafkistplaat van Frans van Eysinga.

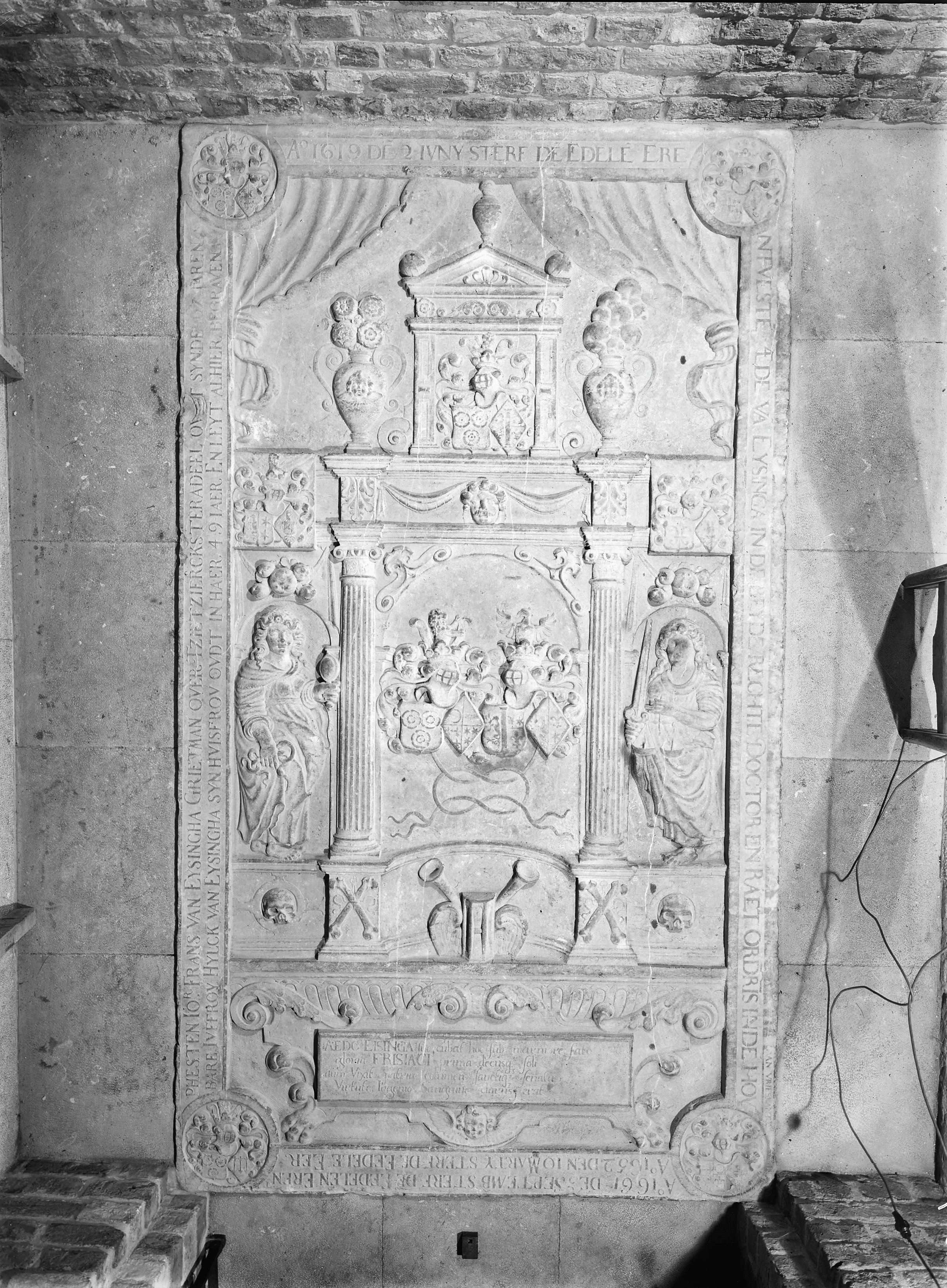
Grafsteen in de Mariakerk van Oenkerk van Frans van Eysinga, zijn vrouw Hylck en zijn vader Aede.
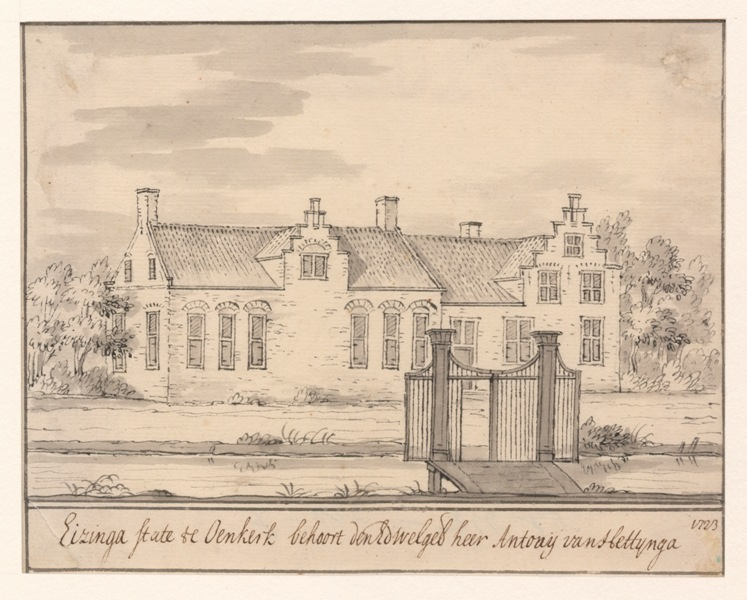
De Eysingastate te Oenkerk, getekend door Jacobus Stellingwerff in 1723.
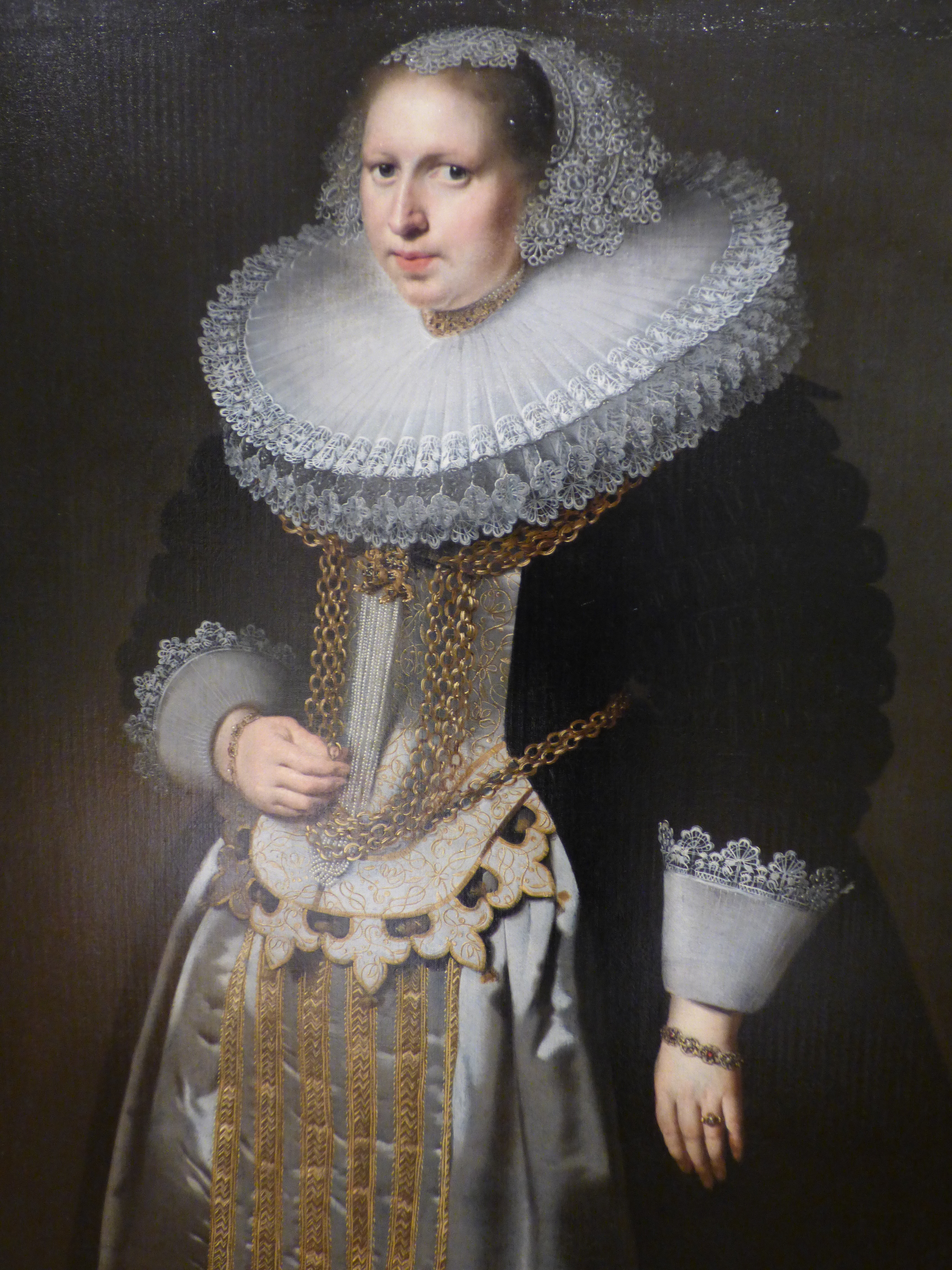
De vrouw van Frans, Hylck van Eysinga, geportretteerd door Wybrand de Geest.

## Huwelijk en kind
Van Eysinga  trouwde in 1623 te Leeuwarden met Hylck van Eysinga (1602-1652), dochter van Tjalling van Eysinga, grietman van Menaldumadeel, en Luts van Dekema. Zij kregen drie kinderen:
- Foeck van Eysinga (1630-1686), trouwde met Gemme Laes van Burmania, zoon van Sjuck van Burmania, grietman van Wymbritseradeel en Catharina Entens van Mentheda.
- Lisck van Eysinga (†1665), trouwde met Scipio Meckema van Aylva, zoon van Douwe van Aylva, grietman van Westdongeradeel, en Luts van Meckema.
- Hylck van Eysinga (†<1656), trouwde met Tjaert van Aylva (†1652), broer van Scipio Meckema van Aylva. Tjaert was lid van de Staten Generaal.

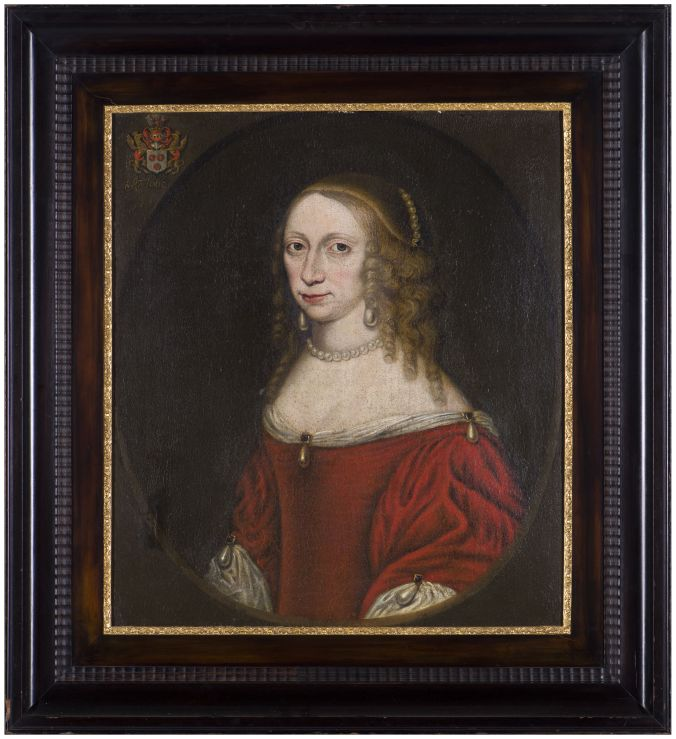
Portret van Foeck van Eysinga (1630-1686) uit 1662.